# HMS Matabele (F26)
HMS Matabele (L26/F26) là một tàu khu trục lớp Tribal được chế tạo cho Hải quân Hoàng gia Anh Quốc trước Chiến tranh Thế giới thứ hai. Tên của nó là một từ Anh hóa để chỉ dân tộc Ndebele tại Zimbabwe. Nó đã phục vụ trong Thế Chiến II cho đến khi bị tàu ngầm U-boat U-454 đánh chìm vào ngày 17 tháng 1 năm 1942.

## Thiết kế và chế tạo
Matabele được đặt hàng cho xưởng tàu của hãng Scotts Shipbuilding and Engineering Company ở Greenock, Scotland vào ngày 19 tháng 6 năm 1936 trong Chương trình Chế tạo Hải quân 1935. Nó được đặt lườn vào ngày 1 tháng 10 năm 1936 năm đó, và được hạ thủy vào ngày 6 tháng 10 năm 1937. Cũng được hạ thủy cùng ngày hôm đó tại cùng xưởng tàu này là con tàu chị em HMS Punjabi. Matabele được hoàn tất và nhập biên chế vào ngày 25 tháng 1 năm 1939 với chi phí 343.005 Bảng Anh, không tính đến vũ khí và thiết bị thông tin liên lạc do Bộ Hải quân Anh cung cấp.

## Lịch sử hoạt động

### Trước chiến tranh
Matabele thoạt tiên được phân về Chi hạm đội Khu trục Tribal 2 trực thuộc Hạm đội Nhà, vốn được đổi tên thành Chi hạm đội Khu trục 6 vào tháng 4 năm 1939. Các hoạt động đầu tiên cùng chi hạm đội bao gồm các chuyến viếng thăm các cảng và các cuộc thực tập. Vào ngày 12 tháng 5, nó hộ tống cho chiếc RMS Empress of Australia vượt qua eo biển Manche trong chuyến đi đưa Vua George VI và Hoàng hậu Elizabeth viếng thăm Canada. Đến tháng 6, nó được điều động vào việc trợ giúp chiến dịch giải cứu chiếc HMS Thetis vốn bị đắm trong chuyến đi chạy thử máy của xưởng tàu trong vịnh Liverpool. Sau khi tách khỏi nhiệm vụ này, nó tiếp tục các hoạt động cùng Hạm đội Nhà, và khi nguy cơ chiến tranh ló dạng, nó được bố trí cùng Hạm đội Nhà vào tháng 8, ngăn chặn và tuần tra chống tàu ngầm tại vùng biển nhà.

### Thế Chiến II
Khi Chiến tranh Thế giới thứ hai bùng nổ, Matabele làm nhiệm vụ tuần tra chặn bắt tàu bè Đức đang tìm cách quay trở về các cảng Đức và các tàu cướp tàu buôn trong hành trình tấn công tàu bè Anh tại Đại Tây Dương, cũng như tuần tra ngăn chặn hoạt động của tàu ngầm U-boat đối phương hoạt động tại vùng biển nhà. Vào ngày 25 tháng 9, nó được bố trí cùng các tàu chị em HMS Somali và HMS Mashona để tìm kiếm tàu ngầm HMS Spearfish, vốn bị hư hại nặng trong một chuyến tuần tra tại Heligoland Bight. Tìm gặp được Spearfish vào ngày 26 tháng 9, chúng đã hộ tống nó quay trở lại Anh Quốc dưới sự bảo vệ của các tàu chiến chủ lực thuộc Hạm đội Nhà.
Từ tháng 10 đến tháng 12, Matabele tiến hành tuần tra để đánh chặn các tàu chiến Đức tiếp cận bắn phá bờ biển, cũng như tiến ra Đại Tây Dương để tấn công các đoàn tàu vận tải hoặc rải mìn bằng tàu ngầm. Nó cũng làm nhiệm vụ hộ tống cho các tàu chiến chủ lực của Hạm đội Nhà. Vào tháng 1 và tháng 2 năm 1940, nó trải qua một đợt sửa chữa và nâng cấp tại Devonport, bao gồm việc thay thế cánh turbine bị hư hại do di chuyển tốc độ cao lúc thời tiết xấu, và bổ sung thiết bị khử từ (degausse) để bảo vệ chống lại mìn từ tính. Nó quay trở lại hoạt động vào tháng 3, tham gia hộ tống các đoàn tàu vận tải đi về từ Na Uy, cũng như càn quét ngăn chặn các tàu chiến Đức. Đang khi thực hiến các nhiệm vụ này, chiếc tàu khu trục chịu đựng cuộc không kích ác liệt vào ngày 13 tháng 4 và một lần nữa vào ngày 16 tháng 4, nhưng thoát được mà không bị hư hại. Vào ngày 17 tháng 4, nó hộ tống các tàu tuần dương HMS Effingham và HMS Coventry đi Bodø. Đến ngày 18 tháng 4, nó bị mắc cạn tại dãi đá ngầm Foksen, nhưng rút ra được sau khi bị hư hại cấu trúc. HMS Effingham cũng bị mắc cạn và bị hư hại nặng; Matabele phải đón nhận binh lính và hàng hóa thiết bị từ chiếc tàu tuần dương bị hư hại, rồi đánh chìm nó bằng ngư lôi và hải pháo.
Nó tiếp tục hỗ trợ cho các chiến dịch ngoài khơi Na Uy trước khi quay trở về Ann Quốc vào cuối tháng 5 để sửa chữa và tái trang bị tại Falmouth, Cornwall. Công việc này kéo dài cho đến tháng 7, bao gồm việc thay thế tháp pháo 4,7 inch nòng đôi tại vị trí "X" phía đuôi tàu bằng một bệ 4 inch góc cao nòng đôi để cải thiện việc phòng không chống các cuộc không kích. Nó quay trở lại hoạt động vào ngày 19 tháng 8, tiếp tục phục vụ cùng Hạm đội Nhà và ngoài khơi Na Uy. Vào ngày 4 tháng 10, nó đã cùng tàu chị em HMS Punjabi đánh chìm chiếc tàu khảo sát thời tiết Đức WBS 5 / Adolf Vinnen ngoài khơi Stadlandet, và vào ngày 22 tháng 10, nó cùng với HMS Somali tấn công một đoàn tàu vận tải ngoài khơi Åndalsnes; Matabele đã đánh chìm một tàu buôn duyên hải. Nó trải qua tháng 11 và tháng 12 ngoài khơi Scapa Flow, bao gồm hình thành nên lực lượng hộ tống cho hoạt động truy tìm chiếc tàu tuần dương Đức Admiral Scheer, vốn được báo cáo đang tìm cách vượt qua sự phong tỏa để tấn công các đoàn tàu vận tải tại Đại Tây Dương.
Vào tháng 1 năm 1941, Matabele bảo vệ cho các hoạt động rải mìn ngoài khơi Na Uy, và vào ngày 16 tháng 1 đã hộ tống cho thiết giáp hạm HMS King George V trên đường đưa Bá tước Halifax cùng các nhân sự quốc phòng cao cấp đi sang Hoa Kỳ, ngang qua khu vực Tiếp cận phía Tây. Các hoạt động bảo vệ rải mìn được tiếp nối sau đó, trước khi nó bắt đầu hoạt động hộ tống vận tải vào tháng 3, rồi trải qua một đợt tái trang bị tại xưởng tàu của hãng Vickers-Armstrong ở Barrow-in-Furness từ ngày 11 tháng 4. Công việc kéo dài đến hết tháng 5, bao gồm việc tháo dỡ cột ăn-ten chính và cắt ngắn ống khói phía sau nhằm cải thiện góc bắn của các vũ khí phòng không tầm gần. Một bộ radar Kiểu 286M cũng được bổ sung. Đang khi khởi hành từ Barrow vào ngày 5 tháng 6 để tái gia nhập hạm đội, nó bị mắc cạn và bị hư hại nặng phía dưới mực nước, bao gồm trục và chân vịt. Nó phải quay lại Barrow để sửa chữa, và kéo dài cho đến giữa tháng 8.
Vào ngày 30 tháng 8, nó được bố trí cùng tàu sân bay HMS Argus, tàu tuần dương HMS Shropshire và các tàu khu trục HMS Punjabi và HMS Somali, trong một nhiệm vụ chuyển giao nhân sự và thiết bị Không quân Hoàng gia Anh đến miền Bắc nước Nga nhằm hỗ trợ các hoạt động quân sự của Xô Viết sau khi Liên Xô tham chiến. Chiến dịch hoàn thành thắng lợi, và các con tàu quay trở về Scapa Flow vào ngày 15 tháng 11. Matabele trải qua từ tháng 10 đến tháng 12 trong các hoạt động tuần tra và hộ tống ngoài khơi Na Uy.
Vào tháng 1 năm 1942, Matabele cùng với tàu chị em HMS Somali và tàu tuần dương HMS Trinidad hình thành nên lực lượng hộ tống cho Đoàn tàu PQ-8 đi từ Iceland đến Murmansk. Đoàn tàu khởi hành vào ngày 11 tháng 1, và đã chịu đựng một cuộc tấn công bằng ngư lôi vào ngày 16 tháng 1. Sang ngày 17 tháng 1, Matabele trúng một quả ngư lôi phóng từ tàu ngầm U-boat U-454 và bị đắm hầu như ngay lập tức ở tọa độ 69°21′B 35°27′Đ / 69,35°B 35,45°Đ. Chỉ có hai người trong tổng số 238 thành viên thủy thủ đoàn sống sót; nhiều người có khả năng thoát ra khỏi con tàu đang chìm đã không chống nỗi giá lạnh dưới nước vào mùa Đông trước khi các nỗ lực cứu hộ được tiến hành. Hai người sống sót được chiếc tàu quét mìn HMS Harrier cứu vớt.